# Escuela de Música Vicente Ascone
Escuela de Música Vicente Ascone (en català: Escola de Música Vicent Ascone) és una organització d'educació de musica uruguaiana. Pertanyent a la Intendència de Montevideo. Situada al carrer Convenció 1230, Barrio Sur, Montevideo.
Creada l'1 de maig de 1941, l'escola es funda amb l'objectiu de capacitar futurs professional en les més diverses vessants de la música.
Porta el nom en homenatge a compositor, trompetista i professor de música Vicente Ascone (1897-1979).
El 2020 no va realitzar noves inscripcions.
Seu actual director és Gustavo Constenla.